# Nacozari, Sinaloa
Nacozari är en ort i Mexiko.   Den ligger i kommunen Angostura och delstaten Sinaloa, i den västra delen av landet, 1 100 km nordväst om huvudstaden Mexico City. Nacozari ligger 12 meter över havet och antalet invånare är 161.
Terrängen runt Nacozari är mycket platt. Runt Nacozari är det ganska glesbefolkat, med 43 invånare per kvadratkilometer. Närmaste större samhälle är Angostura, 10,2 km öster om Nacozari. Omgivningarna runt Nacozari är en mosaik av jordbruksmark och naturlig växtlighet.